# Bosch Power Tools
Robert Bosch Power Tools GmbH, der Geschäftsbereich Elektrowerkzeuge der Robert Bosch GmbH, ist nach eigenen Angaben ein weltweit führender Anbieter von Elektrowerkzeugen. Bosch Power Tools baut Elektrowerkzeuge, Elektrowerkzeug-Zubehör, Messtechnik und Gartengeräte. Neben den eigenen Produkten (Bosch blau für gewerblichen Einsatz, Bosch grün für Heimwerker) sind noch weitere Marken im Unternehmensverbund, wie Dremel, Aresi, Freud, Hawera, Standall und Sia Abrasives, welche auch unter eigenem Namen angeboten werden. Bosch beliefert auch andere Elektrowerkzeug-Marken als OEM-Lieferant.
Der Sitz des Geschäftsbereiches ist Leinfelden-Echterdingen; die Produktion findet an Standorten in Deutschland, der Schweiz, Mexiko und der VR China statt.
Die Sparte der Elektrowerkzeuge zählt mit den Hausgeräten zum Geschäftsfeld „Gebrauchsgüter und Gebäudetechnik“ von Bosch. Das Geschäftsfeld ist für ein Viertel des Konzernumsatzes von 44 Mrd. Euro (2006) verantwortlich und erzielte 2024 nach eigenen Angaben einen Umsatz von 5,1 Milliarden Euro. Zum Gewinn macht Bosch keine Angaben. Etwa ein Zehntel des Umsatzes im Bereich Elektrowerkzeuge wird in Deutschland erzielt.
Vorsitzender der Geschäftsführung ist seit dem 1. Juni 2023 Thomas Donato. Er folgte auf Henk Becker. Die weiteren Mitglieder der Geschäftsführung sind Lennart de Vet (seit 1. Januar 2019) und Katharina Hartl (seit 1. Mai 2023).

## Struktur

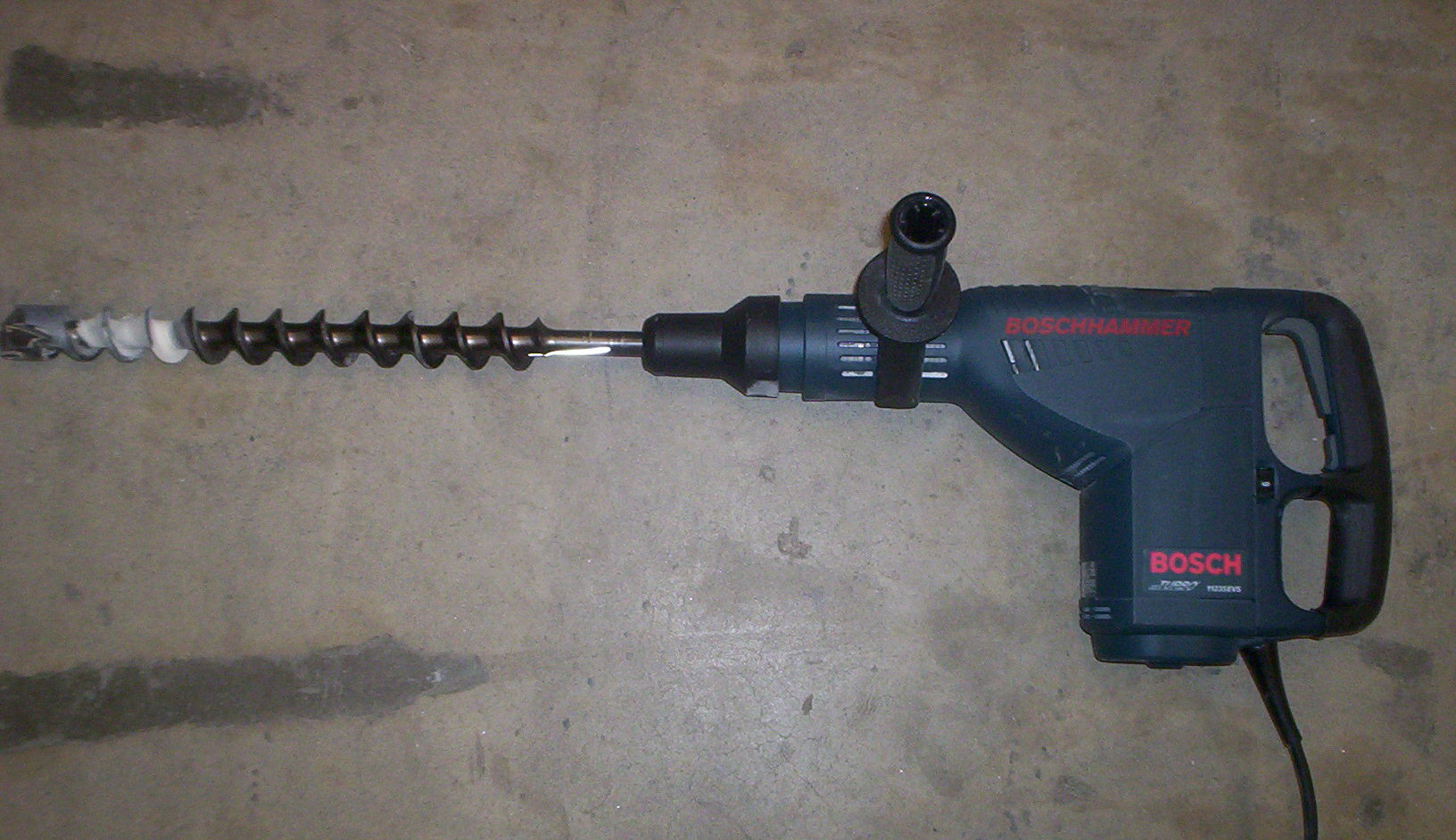
Bohrhammer

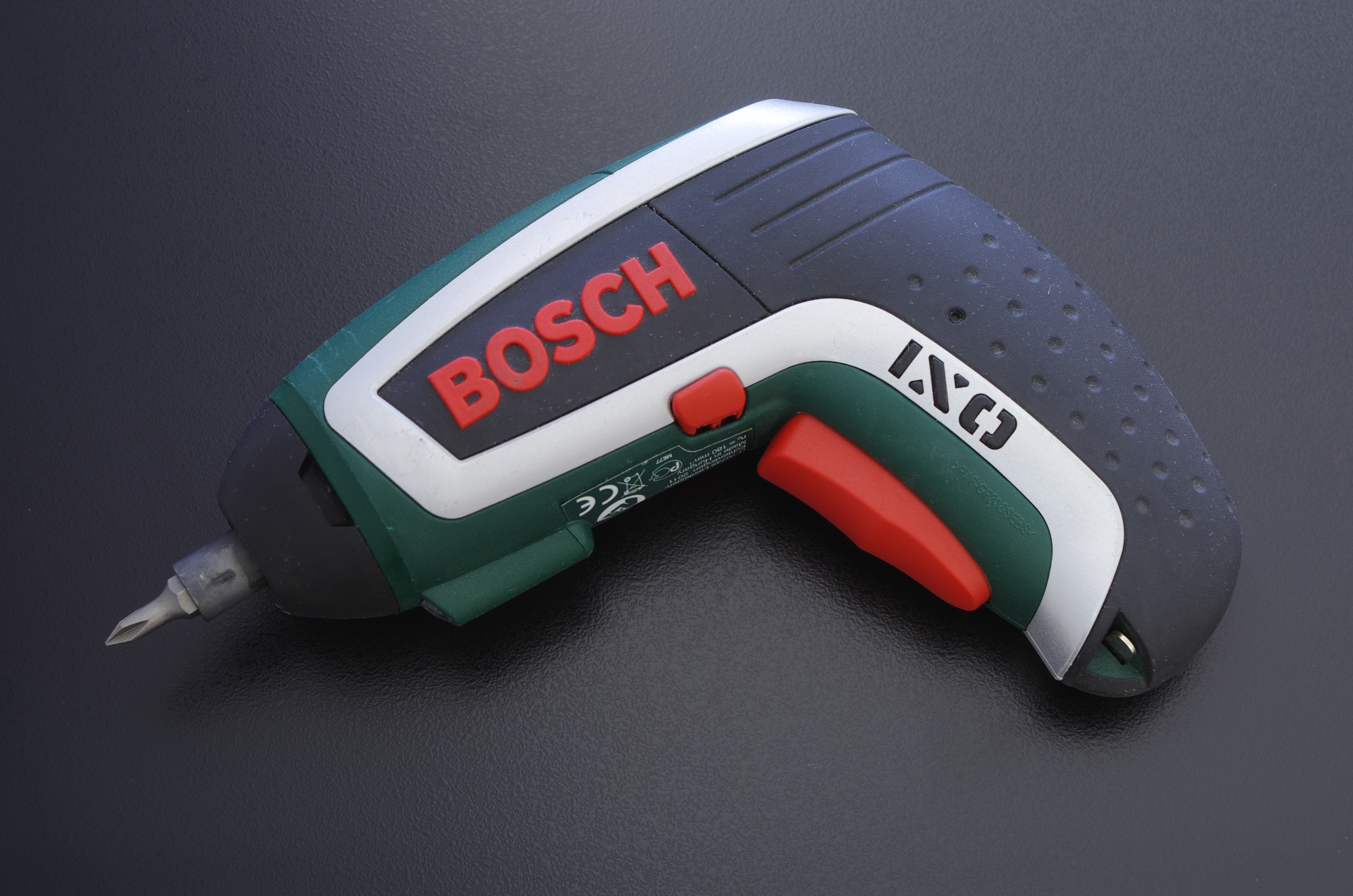
New Ixo

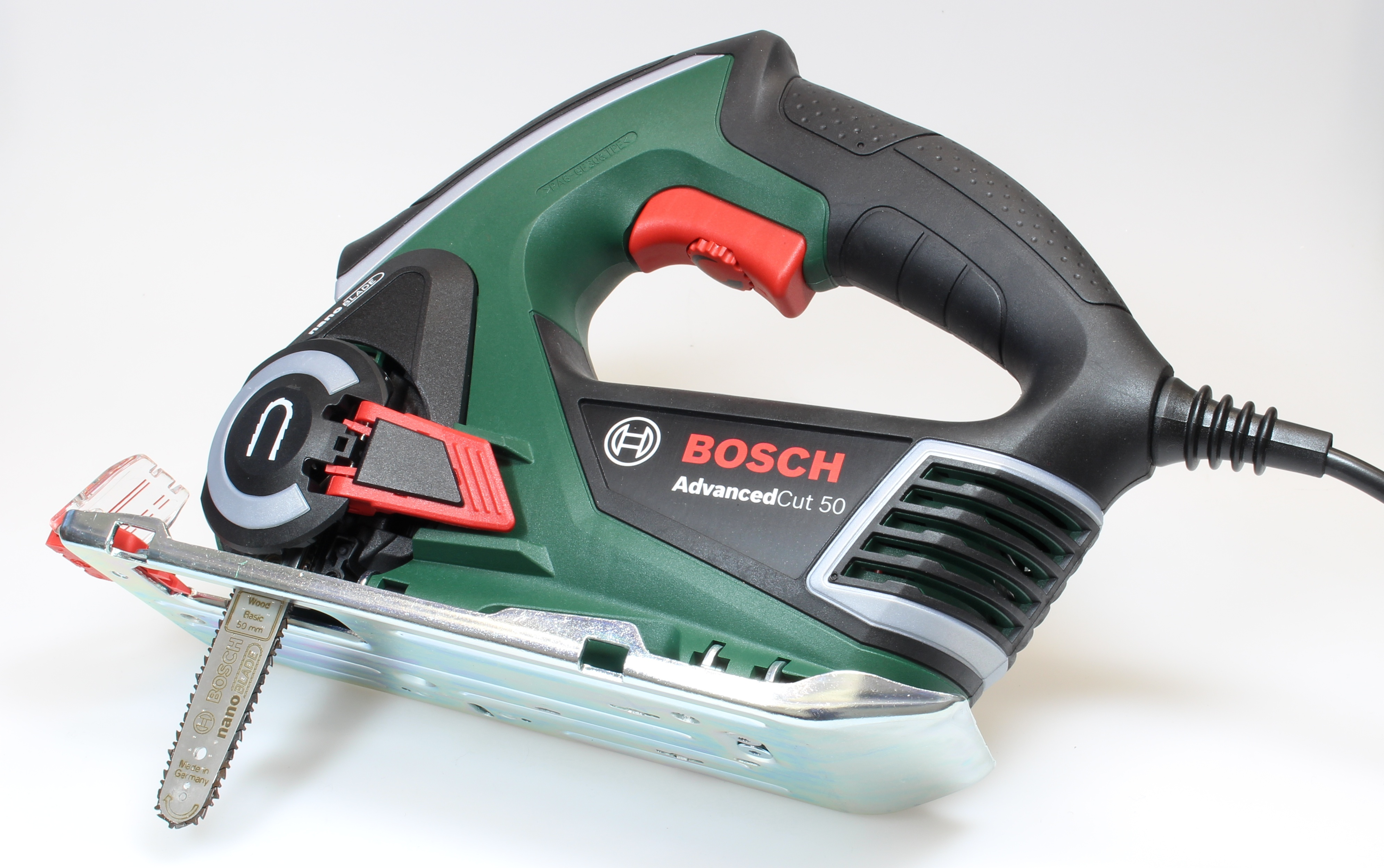
Bosch AdvancedCut 50 Micro-Kettensäge

2022 beschäftigte Bosch in seiner Sparte Elektrowerkzeuge rund 20 000 Mitarbeiter. Innerhalb des Konzerns bildet die Sparte gemeinsam mit BSH Hausgeräte die Konsumgüter-Säule. 2016 startete Bosch Power Tools intern eine Abteilungsreform. Die Anzahl an Hierarchie-Ebenen wurde reduziert und die Angestellten sollen in „cross-funktionalen Teams“ gemeinsam mit Ingenieuren und Softwareentwicklern anhand von Produktbereichen arbeiten. Controlling, Qualität und Logistik, wurden in sogenannten „Expertise Teams“ ausgelagert und nomadisieren zwischen den produktbezogenen Teams.
Der Verwaltungssitz des Geschäftsbereiches ist Leinfelden-Echterdingen; die Produktion findet vereinzelt an Standorten in Deutschland und der Schweiz, der Großteil jedoch in Mexiko und der VR China statt. Anfang 2022 wurde diskutiert, ob die Produktion von Druckluft- und Akku-Industriewerkzeugen sowie Schraubtechnik von Murrhardt im Rems-Murr-Kreis an einen Standort in Osteuropa verlagert wird.

## Geschichte
1928 wurde die Haarschneidemaschine Forfex, vom Konstruktionsprinzip ein Ur-Elektrowerkzeug, vorgestellt. Auf der Leipziger Messe 1932 wurde die erste in Serie produzierte Bohrmaschine vorgestellt, welche gleichzeitig drehen und schlagen konnte. 1944 wurde mit der Entwicklung der Stichsäge begonnen, diese Dekupiersäge mit einseitig offenem Werkzeug wurde vom Schweizer Albert Kaufmann erfunden, die Scintilla AG brachte sie 1947 auf den Markt.
1954 wurde die Aktienmehrheit der Scintilla AG in Solothurn übernommen. Das Einstecksystem SDS-plus für Hammerbohrer wurde 1975 erfunden. 1990 erwarb Bosch den VEB Elektrowerkzeuge Sebnitz von der Treuhandanstalt, allerdings nur den vergleichsweise modernen Standort Amtshainersdorf/Sebnitz mit etwa 300 Mitarbeitern. In Sebnitz wurde bis 1990 u. a. die Bohrmaschine Multimax hergestellt.
1993 übernahm Bosch den US-Hersteller Dremel. Hawera Probst, ein Ravensburger Hersteller für Sägeblätter, Bohrer, Meißel und Diamantwerkzeug, gehört seit 1995 zu Bosch. 1995 wurde der britische Gartengerätehersteller Atco-Qualcast. Ltd. in Stowmarket übernommen. 1996 wurde Skil übernommen, jedoch 2016 wieder an das chinesische Unternehmen Chervon (HK) Ltd. verkauft. Im November 1999 übernahm Bosch die Aktienmehrheit des Herstellers für Hammerbohrer, Meißel und Bohrkronen Aresi SpA in Brembate. Diese wiederum erwarb am 21. Februar 2011 die Fa. Standall in Mickley Lane nahe Sheffield, einen bekannten Hersteller von Meißeln für Elektrowerkzeuge.
Im Jahr 2003 brachte Bosch mit dem IXO den ersten Elektroschrauber mit Lithium-Ionen-Akkumulator auf den Markt, der zum bisher weltweit am meisten verkauften Elektrowerkzeug wurde. Im Jahr 2008 übernahm Bosch Power Tools den Schweizer Schleifmittelhersteller Sia Abrasives in Frauenfeld und sukzessiv bis 2009 den Sägeblatt- und Fräserhersteller Freud, dieser hat Werke in Feletto Umberto, Martignacco und Colloredo di Monte Albano. CST/berger ist ein führender Hersteller von Messgeräten, Lasergeräten, Theodoliten und Magnetsuchgeräten, den Bosch 2008 von Konkurrenten Stanley Works (Stanley Black & Decker) übernahm.
Im Geschäftsjahr 2021 machte die Sparte nach eigenen Angaben den bis dahin höchsten Umsatz von 5,8 Milliarden Euro. Wachstumstreiber sei vor allem das Online-Geschäft mit Elektrogeräten gewesen. 2021 habe dieser Bereich beinahe 30 Prozent des Umsatzes ausgemacht.